# Cartilla de la doctrina cristiana
Una cartilla de doctrina cristiana es un librito donde se resumen los puntos más importantes de dicha doctrina y que se utilizó a partir del siglo XVI como un medio para la enseñanza de la lectura a los niños. Con la aparición de la imprenta en el siglo XVI empezó una gran difusión de ediciones que siguieron aumentando durante los siglos XVII y XVIII.

## Historia de las cartillas en Valladolid
Desde la Edad Media la Iglesia Católica se había ocupado de la formación cultural y educadora de los fieles. Al llegar el siglo XVI la enseñanza en España estaba preferentemente a cargo de los párrocos y monjes y era una enseñanza muy relacionada con una catequesis. En la llamada escuela-catequesis de las iglesias, el propio párroco o el sacristán departían la doctrina cristiana al mismo tiempo que enseñaban a leer, escribir y contar. Esta enseñanza primaria se tenía por muy importante, hasta el punto que los obispos se ocuparon de que prevaleciera y mejorase, insistiendo en ello en los sínodos de Toledo:

… que cada cura tenga consigo otra persona de saber y honesta que sepa, pueda y quiera enseñar a leer, escribir y contar a cualquier persona y especialmente a los hijos de los parroquianos […] la doctrina cristiana.

Desde finales del siglo XV proliferaron en toda Castilla las escuelas-catequesis. Se conserva documentación abundante en que se explica al maestro el modo y los pasos que debe dar para esta enseñanza: 

Lo primero es enseñar la señal de la cruz e los 10 mandamientos en romance […] lo segundo, oraciones dominicales: ave maría, pater nostre, credo, salve regina […] lo tercero, el a.b.c., conocer las letras así vocales como consonantes, e juntas, e por sílabas deletrear […] ba, be, bi, bo, bu.

Sobre estas cartillas, la ciudad de Valladolid obtuvo un privilegio especial otorgado por el rey Felipe II a petición del Cabildo de la catedral y su venta llegó a ser un verdadero monopolio con el fin de sacar los ingresos necesarios para ayuda de las interminables obras de acabado de la catedral. Felipe II escuchó la petición y extendió una Real Cédula el 20 de septiembre de 1583 concediendo el privilegio, inicialmente por 3 años que más tarde prorrogaría y que después prorrogarían los reyes sucesores hasta llegar a Carlos III que el 7 de septiembre de 1779 concedió la última prórroga por 40 años a pesar de que el Cabildo le había pedido perpetuidad:

Si V.A. no se digna a perpetuar el privilegio, poco a poco se irá arruinando el edificio.

### El hallazgo
Hasta hace pocos años se habían olvidado por completo las ediciones de estas cartillas, hasta que fortuitamente apareció una de ellas traspapelada con otros legajos. Se sabía de su existencia por los libros de cuentas de la catedral, pero no se conocía ningún ejemplar. Tras un rastreo se ha podido hallar un total de 20 cartillas de épocas diferentes, unas porque pertenecieron a algún pleito y se conservan junto con los papeles, otras por embargos judiciales, algunas traspapeladas sin razón y otra empleada como la guarda de un libro. Los documentos de la catedral dan cuenta de un total de 70 millones de cartillas salidas de las imprentas y vendidas a lo largo de dos siglos y medio.

## Formato y contenido
Estas cartillas de la catedral de Valladolid mantuvieron prácticamente el mismo formato durante años, con un título generalizado que decía:

Cartilla y doctrina cristiana impresa con privilegio real en la Santa Iglesia de Valladolid.

Seguido del título comenzaba el texto. En las ediciones que se hicieron años más tarde se incluyó un grabado después del título, con la leyenda Jesús y María y a un lado el jarrón símbolo de pureza y al otro una escena de ángeles. A continuación se estampaba la firma de autenticidad de la edición. Por último podía leerse todo un párrafo sobre la concesión de indulgencias para todo aquel que aprendiese las letras en esa cartilla y sobre las amenazas dispensadas a los que no respetasen el privilegio de edición de la catedral:

[…] contra los que la compraren y vendieren, y contra los que enseñaren a leer en otra que no sea la de la Santa Iglesia de Valladolid.

La cartilla tenía en total 16 páginas. Se tiene como modelo un ejemplar de 1752 conservado en perfecto estado. Su texto es demasiado escueto a falta de explicaciones y matizaciones. Las cuatro primeras páginas están dedicadas a las letras del alfabeto y a la formación de las sílabas. En las siguientes y hasta la n.º 15 se encuentra lo más esencial de la doctrina, desde la señal de la cruz, pasando por oraciones comunes (padrenuestro, avemaría, credo, salve) y siguiendo por lo mandamientos, sacramentos, yo pecador, artículos de la fe, obras de misericordia, pecados mortales, virtudes, enemigos del alma, sentidos corporales y potencias del alma). Después está el Orden u Ordinario para ayudar a misa y por fin, en la última página, la tabla de multiplicar en que la fórmula para aprender es, dos vezes dos (así, con zeta).
En 1790 salió a la luz un modelo que no tuvo ningún éxito. Eran los tiempos de la Ilustración y los ilustrados habían pedido al Cabildo que modificase entre otras cosas la extensión del silabeo. La nueva cartilla salió cambiada y fue llamada la francesa. Pero los educadores y maestros elevaron una seria protesta porque encontraron este modelo demasiado difícil para enseñar y ellos ya estaban acostumbrados a las antiguas, de manera que la última remesa salió como los modelos de siempre.

## Venta de las cartillas en España y América
Para poder vender las cartillas fuera de Valladolid, la catedral contaba con unas personas especiales que se encargaban de vender y dar cuentas del dinero obtenido. Las cartillas cuyo destino era América se enviaban a Sevilla donde se hacía cargo de ellas un agente exclusivo. A partir del siglo XVIII el punto de embarque para América cambió a la ciudad de Cádiz.
El precio de las cartillas en el siglo XVIII fue elevándose desde 30 reales la resma hasta 60 y 70 reales. A partir del siglo XVIII se observa que son más frecuentes las quejas y disputas por el tema del privilegio de la catedral. Se sucedieron los pleitos a causa de la competencia ilícita de otras cartillas o libritos semejantes que fueron saliendo a la luz. Estas competencias eran mucho más difíciles de controlar cuando se trataba de América, sobre todo cuando el rey Carlos III concedió la libertad comercial con América al mismo tiempo que la apertura de un puerto por región natural española, lo que hizo que fuera mucho más difícil vigilar la exportación fraudulenta de las cartillas.
Poco a poco se van sucediendo las quejas por parte de la catedral de que “… en el día nada se pide para América…”. Los detractores del privilegio argumentaban la baja calidad del papel y de la impresión que se habían quedado estancados en el tiempo. A este respecto intervino en 1752 el Juez de Imprentas, embargando 16 resmas de cartillas que fueron devueltas a Valladolid. Gracias al libro de cuentas de la catedral se conoce con exactitud el número de ventas de la cartilla a América, que fue bastante considerable y proporcionó grandes beneficios hasta finales del siglo XVIII en que empezó a declinar la venta. A partir de 1825 ya no hay más prórrogas en los privilegios de impresión y venta y en la fecha de 1843 no hay constancia de que se imprima o que se venda ninguna cartilla. En cambio sí hay constancia de la venta de la imprenta de la catedral.
El privilegio había durado dos siglos y medio y su producto había sido de tal magnitud que había ayudado en gran medida a las obras de la catedral que no acababan de ver el fin.